# Adrien Tsilogiannis
Adrien Tsilogiannis est un violoncelliste et compositeur belge (d'origine grecque et italienne) né à Bruxelles en 1982.

## Biographie
Il est diplômé du Conservatoire Royal de Bruxelles et du Koninklijk Conservatorium Brussel. Il se forme auprès de Marie Hallynck (violoncelle), André Siwy (musique de chambre), Daniel Capelletti et Peter Swinnen (composition).
Dans son œuvre, la musique de chambre et la musique d'ensemble occupent une place de choix : « Transfulgurés » est créé en 2013 par l'ensemble Musiques Nouvelles à Flagey  sous la baguette de Patrick Davin, ; la même année « Clairaudience » est créé par l'ensemble Odysseia au Palais des beaux-arts de Bruxelles ; « Imperscrutable appel » est créé en 2014 par les membres du quatuor Prometeo à l'Accademia Musicale Chigiana ; « Septième eau-forte de K. Yamashita » est créé en 2016 par Thérèse Malengreau et les musiciens de l'Orchestre national de Belgique au Palais des beaux-arts de Bruxelles ; « Retable à Louise Bourgeois » est créé en 2018 par le quatuor Amôn à l'Académie royale de Belgique. À la suite de cette création, la Classe des Arts de l'Académie royale de Belgique l'invite en octobre 2019 à donner  une conférence intitulée « En itinérance avec Louise Bourgeois » qui tend à mettre en lumière le lien entre musique et sculpture de notre temps. En plus des ensembles précités, il collabore avec le Brussels Philharmonic, l'Ensemble Oxalys, I Solisti del Vento, le Trio Kelitrei, l'ensemble Sturm und Klang, l'Ensemble In & Out, le quatuor Hinémoa, le New Gates Trio, le Trio O3, l’ensemble Fractales, l'Ensemble Mendelssohn, l'Etesiane Orchestra.
Une part non négligeable de la poésie - qu'elle soit ancienne ou contemporaine - nourrit sa pensée créatrice autant à travers des œuvres instrumentales que des œuvres vocales. Parmi celles-ci, on trouve des accointances avec les auteurs suivants : Arthur Rimbaud, Paul Verlaine, Jean Moréas, Agostino John Sinadino, Pierre Jean Jouve, George Séféris, Christian Dotremont, Pierre Emmanuel, André Pieyre de Mandiargues, Guillevic, Serge Venturini, Marc Quaghebeur, Marc Dugardin, Jean Jauniaux, André Simoncini, Françoise Matthey, Edith Warthon.
Sa musique fait l'objet de plusieurs productions discographiques dont un CD intitulé « S'élancer » qui est primé d'un Millésime par la rédaction de Crescendo Magazine et fait donc partie des 12 parutions lauréates de 2023. Ce même album se voit attribuer en avril 2024 le Prix Snepvangers 2023 lors de la cérémonie des Prix Caecilia,,,,, de l'Union de la presse musicale belge au Théâtre royal de la Monnaie.
Dans un souci de diffusion du patrimoine musical belge, Adrien Tsilogiannis édite sur base de manuscrits des œuvres de musique de chambre de la fin du XIXe siècle et du début du XXe siècle tel qu'il le fit en 2023 avec le quatuor à cordes datant de 1919 composé par Léon Jongen et conservé à la Bibliothèque du Conservatoire royal de Bruxelles.
Adrien Tsilogiannis est lauréat 2012 de la Fondation SPES,,.

## Distinctions
- 2011 : Lauréat du Forum International des Jeunes Compositeurs TACTUS[17]
- 2012 : Prix de la SABAM pour « Brumalia » (concours de composition du Brussels Philharmonic Orchestra)
- 2013 : Prix Emile Agniez pour « Ophélie »
- 2014 : Lauréat MusMA (Music Masters on Air) avec le soutien des Festivals de Wallonie[18]
- 2014 : Prix de composition de l'Académie royale de Belgique pour « Irruptions, éruptions, interruptions »
- 2015 : Deuxième Prix du concours de composition « Egidio Carella – Val Tidone » pour « Imperscrutable Appel »[19]
- 2015 : Prix du concours international de composition de l'Académie royale des beaux-arts San Carlos de Valence pour « Apoptosis »[20]
- 2016 : Deuxième Prix du concours international de composition « Music and Nature » de Sassello pour « Impression »[21]
- 2016 : Lauréat aux Sabam Awards 2016 dans la catégorie Musique Contemporaine[22]
- 2017 : Prix Irène Fuerison de l'Académie royale de Belgique pour « Jarres ointes de songe »
- 2018 : Prix Marcel Hastir de l'Académie royale de Belgique pour « Retable à Louise Bourgeois »
- 2020 : Lauréat pour le Prix Sabam for Culture 2020 dans la catégorie Musique Contemporaine[23]
- 2020 : Mention honorable au concours international de composition Luigi Nono[24]
- 2023 : Millésime 2023 de Crescendo Magazine pour son album « S'élancer »
- 2023 : Prix Snepvangers (cérémonie des Prix Caecilia, avril 2024) de l'Union de la presse musicale belge pour son album « S'élancer »

## Stages et résidences
- 2013 : Résidence sur l'Ile de Comacina (Lac de Côme, Italie) avec le soutien de la Fédération Wallonie-Bruxelles International[25]
- 2014 : Accademia Musicale Chigiana (Sienne, Italie), Stage International de Composition avec Salvatore Sciarrino (collaboration avec Matteo Cesari, flûtiste, et le Quartetto Prometeo)
- 2014 : Synthetis (Radziejowice, Pologne), Stage International de Composition avec Zygmunt Krauze, Alessandro Solbiati, Chen Yi et Paul Patterson

## Œuvres (sélection)
- Yoctodôme pour grand orchestre (2010)
- Apoptosis pour violon, violoncelle et piano (2011, rév. 2015)
- Filante, attirante... de l'inaccompli pour 11 instruments (2012) d'après « Éclats d'une poétique de l'inaccompli » de Serge Venturini
- Transfulgurés pour 10 instruments (2012) d'après « Fulguriances et autres figures » de Serge Venturini
- Ophélie pour soprano, violoncelle et harpe (2013, rév. 2018) sur le poème «Ophélie» d'Arthur Rimbaud
- Irruptions, éruptions, interruptions pour 2 violons, alto, violoncelle et contrebasse (2014) d'après Christian Dotremont
- Attrait de la mer et des racines pour flûte, hautbois, clarinette, cor et basson (2014) d'après Serge Vandercam
- Verlaine au secret (2014) opéra de chambre en cinq actes sur un livret de Myriam Watthee-Delmotte[26]
- Absidial pour piano (2015). Commande de la Fondazione Val Tidone Musica. Bèrben Edizioni Musicali BE5857
- Retable à Louise Bourgeois pour quatuor à cordes (2015) d'après Louise Bourgeois
- Trois mélodies pour un psaume pour voix et percussion (2016) sur des poèmes de Marc Dugardin (dans « Solitude du chœur », éditions Rougerie)
- Septième eau-forte de K. Yamashita pour clarinette, alto, violoncelle et piano (2016) d'après « Sept jardins fantastiques » d'André Pieyre de Mandiargues
- Jarres ointes de songe pour 13 instruments (2016) d'après un poème de Pierre Emmanuel  (dans « Sodome », éditions du Seuil)
- Signe Couleur pour 4 flûtes (2017) d'après un poème de Marc Quaghebeur  (dans « Forclaz », P.J. Oswald éditeur)
- Portrait de Bat-Enosh pour 7 instruments (2018)
- S'élancer pour 15 instruments (2018)
- Pour percevoir le timbre végétal pour accordéon et piano (2019) d'après un poème de Françoise Matthey (dans « Avec la connivence des embruns », éditions Empreintes)
- Mnémosyne pour voix moyenne et piano (2019) sur le poème « Mnémosyne » de Pierre Jean Jouve
- Douze préludes "Simoncini et Chirot" pour piano (2020) d'après des poèmes d'André Simoncini et des gravures d'Holley Chirot
- Où est la plaie ? pour mezzo-soprano, baryton et 7 instruments (2020) sur un extrait de « Les Charniers » de Guillevic
- Hommage à Adrian Willaert pour flûte, clarinette (& clarinette basse), violon, violoncelle et piano (2021)
- Bleu Asse pour violoncelle solo (2022) d'après Geneviève Asse. Commande de la Wittockiana - Musée des arts du livre et de la reliure
- Trois airs de Jean Moréas pour voix et 6 instruments (2022) sur des poèmes de Jean Moréas
- Europe en mai pour soprano et 11 instruments (2024) sur deux poèmes de Jean Jauniaux
- L'Atalante, concerto pour orgue, ensemble à cordes et timbales (2025)

## Arrangements (sélection)
- Frauenliebe und leben pour voix et quatuor à cordes (2020), arrangement de l'opus 42 de Robert Schumann,

## Discographie
Pour le label Cypres Records :
- Ophelia | Songs of exile, (« Ophélie ») – Clara Inglese, Sébastien Walnier, Alyssia Hondekijn (2019, Cypres CYP4651)[27]
- 60 ans | 45 compositeurs.trices, (« Transfulgurés ») – Musiques Nouvelles, Jean-Paul Dessy (2022, Cypres CYP8621)[28]
- S'élancer (CD monographique) – Sturm und Klang, dir. Thomas Van Haeperen (2023, Cypres CYP4661)[29],[30],[31]

Pour le label SOOND :
- Neuer frühling (arr. « Frauenliebe und leben ») – Clara Inglese, Quatuor Amôn (2023, SOOND SND23012)[32],[33]
- Fractionated (« Hommage à Adrian Willaert ») – Ensemble Fractales (2023, SOOND SND23018)[34]

Pour le magazine Orgues nouvelles :
- Orgues nouvelles (« La fleur nommée Asphodèle ») – Clara Inglese, Cindy Castillo (organetto), Sturm und Klang, Thomas Van Haeperen (hiver 2023 - n°63)[35]

## Ouvrage

### Poésie et musique
- Le tournoiement des ombres, Poèmes d'André Simoncini avec 29 gravures d'Holley Chirot, Galerie Simoncini Éditeur, Luxembourg, 2021. Code QR donnant accès à Douze préludes "Simoncini et Chirot" pour piano (2020) d'Adrien Tsilogiannis, Mathias Lecomte (piano)[36].

## Editions musicales
- Léon Jongen, Quatuor à cordes (1919) d'après le manuscrit conservé à la Bibliothèque du Conservatoire royal de Bruxelles (Fonds CeBeDem).
- André Gédalge, Quatuor à cordes (1892) d'après le manuscrit consultable sur IMSLP.